# Hekista
Hekista is een geslacht van wantsen uit de familie van de Miridae (Blindwantsen). Het geslacht werd voor het eerst wetenschappelijk beschreven door Kirkaldy in 1905.

## Soorten
Het genus bevat de volgende soorten:

- Hekista albicollaris Carvalho, 1981
- Hekista laudator Kirkaldy, 1902
- Hekista novitius (Distant, 1904)
- Hekista papuensis Carvalho, 1981
- Hekista similaris Carvalho, 1981